# بوب بلات
بوب بلات (26 ديسمبر 1932 في المملكة المتحدة - ) (بالإنجليزية: Bob Platt)‏ هو لاعب كريكت بريطاني.

## وصلات خارجية
- بوب بلات على موقع إي آس بي آن كريك إنفو (الإنجليزية)